# Marwood (Durham)
Marwood – civil parish w Anglii, w hrabstwie Durham. W 2011 civil parish liczyła 529 mieszkańców.